# Jagsttalbrücke (A 81)
Die Jagsttalbrücke ist eine Brücke der Bundesautobahn 81 über das Jagsttal bei Widdern. Sie ist die höchste Brücke des Teilstücks Würzburg–Weinsberg und liegt zwischen den Anschlussstellen Osterburken und Möckmühl. Die Balkenbrücke wurde von 1971 bis 1974 erbaut.
Die Talbrücke hat eine Gesamtlänge von 880 m bei acht Feldern mit Spannweiten von 70 m – 100 m – 115 m – 130 m – 150 m – 120 m – 110 m – 93 m. Die Höhe der Pfeiler beträgt maximal 75 m, die Höhe über dem Talgrund bzw. Wasser 80 Meter. Der Überbau besteht aus einem Stahlhohlkasten mit Strebenauskragungen, oben 30,0 m breit und unten 10,7 m, bei einer Gesamthöhe von 5,25 m.

## Weblinks

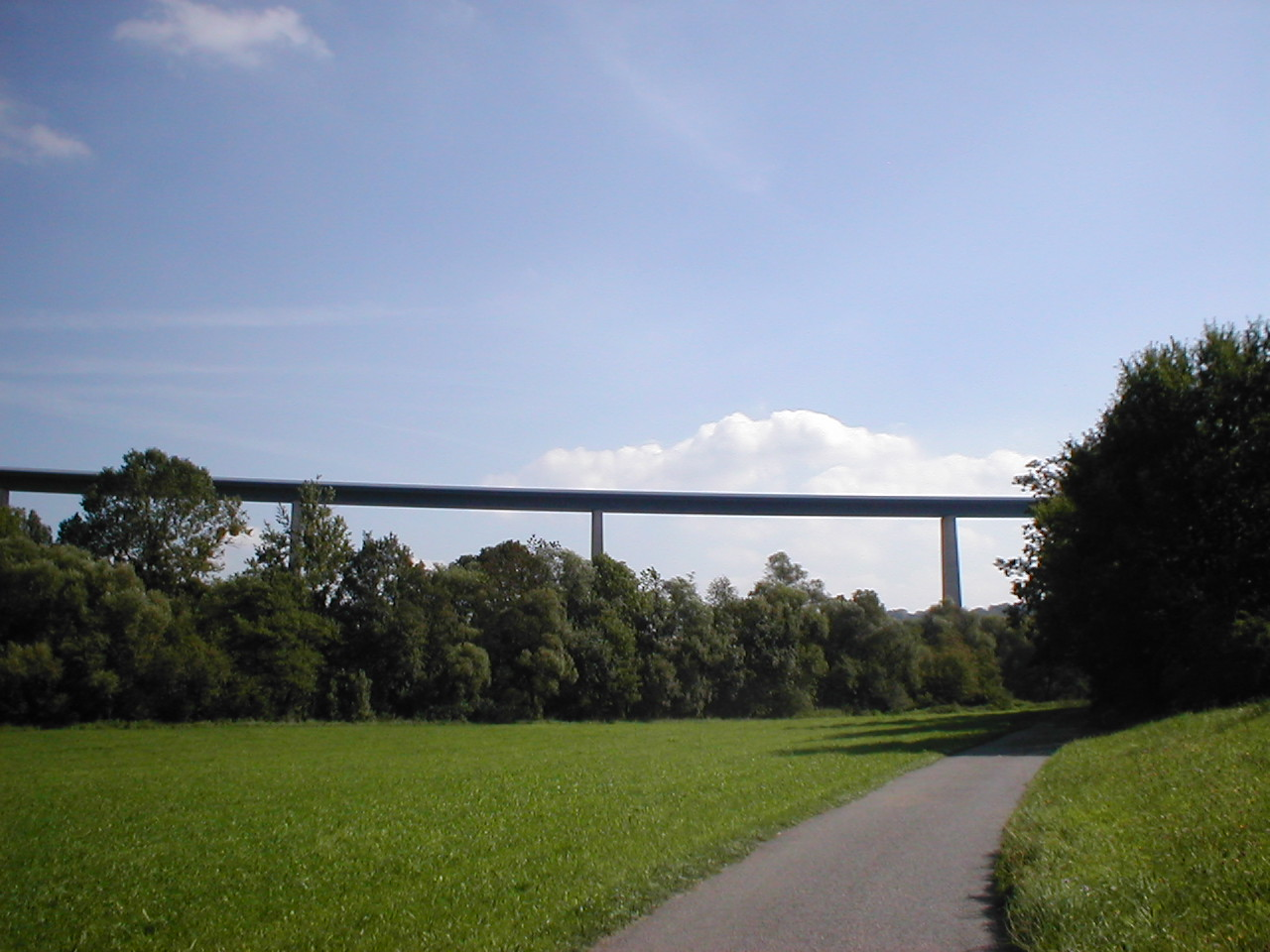
Jagsttalbrücke bei Widdern